# Periegops
Famille
Genre
Periegops est un genre d'araignées aranéomorphes, le seul de la famille des Periegopidae.

## Distribution

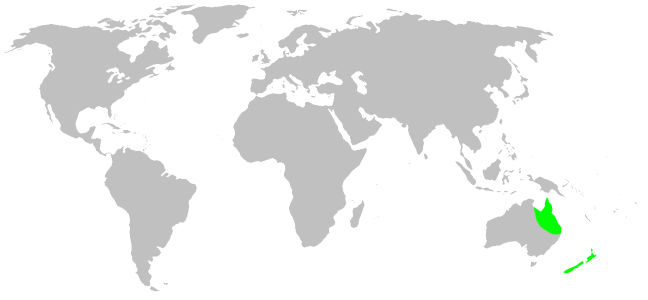
Distribution

Les espèces de ce genre se rencontrent en Nouvelle-Zélande et en Australie au Queensland.

## Description
Les six yeux sont organisés en trois duos largement séparés.

## Paléontologie
Cette famille n'est pas connue à l'état fossile.

## Liste des espèces
Selon World Spider Catalog (version 22.5, 06/01/2022) :
- Periegops australia Forster, 1995
- Periegops keani Vink, Dupérré & Malumbres-Olarte, 2013
- Periegops suterii (Urquhart, 1892)

## Systématique et taxinomie
Ce genre a été décrit par Simon en 1893 dans la sous-famille des Periegopinae dans les Sicariidae. Cette sous-famille est élevée au rang de famille par Forster en 1995.
Cette famille rassemble trois espèces dans un genre.

## Publication originale
- Simon, 1893 : Histoire naturelle des araignées. Paris, vol. 1, p. 257-488 (texte intégral).